# Семипалатинские войсковые учения
Семипалатинские учения — войсковые учения Советского Союза, проведённые 10 сентября 1956 года на Семипалатинском полигоне с целью изучения возможности высадки десантных войск в зону после ядерного взрыва для удержания её до подхода с фронта основных наступающих войск. В учениях принимали участия около 1500 военнослужащих. Руководили учениями М. М. Неделин, В. А. Болятко и С. Е. Рождественский.

## Учения
В ходе учений в район взрыва — на площадку П-3 опытного поля — должны были десантироваться 272 десантника из 27 вертолётов Ми-4. Для предотвращения попадания радиоактивных частиц в организм солдат, перед началом учений у них было изъято продовольствие, вода и курительные принадлежности. Весь личный состав был обеспечен средствами индивидуальной защиты, также солдаты были проинструктированы о поражающих факторах ядерного взрыва. Атомная бомба мощностью 38 килотонн (мощность такая же, как при взрыве на Тоцких учениях) была сброшена с бомбардировщика Ту-16 и взорвалась на высоте 270 м. В момент взрыва группа радиационной разведки находилась в убежищах гражданской обороны второй категории на расстоянии 7 км от эпицентра взрыва, десантники в этот момент находились в 36 км от эпицентра.
Через 25 минут после детонации, машины радиационной разведки въехали в район взрыва для замеров уровней радиации, после чего обозначили зону высадки в 650—1000 м от эпицентра. Через 43 минуты в район взрыва высадился десантный батальон. В этих местах уровень радиации варьировался от 0,3 до 5 рентген в час. Через 17 минут после высадки десантный батальон вошёл в обозначенную зону и, закрепившись в ней, отразил атаку предполагаемого противника. Через 2 часа после взрыва была объявлена команда «отбой», и весь личный состав с военной техникой был доставлен к месту санитарной обработки для дезактивации.